# Euliphyra mirifica
Euliphyra mirifica là một loài bướm ngày thuộc họ Lycaenidae. Nó được tìm thấy ở Ghana, Nigeria, Cameroon, Gabon, CH Congo, Trung Phi, Bắc Angola và Tây CHDC Congo. Nó sống ở các rừng.